# デミ・ムーア
デミ・ムーア（Demi Moore [dəˈmiː ˈmɔɹ], 1962年11月11日 - ）は、アメリカ合衆国の女優。

## 来歴
ニューメキシコ州ロズウェルで生まれるが、トラブルの多い幼少時代を過ごした。両親はデミが生まれる前、結婚2か月で別れてしまう。生後3カ月で母親が再婚するが、養父が職を次々に変えたために何度も引っ越しをした。養父は1980年、デミの母親と離婚した2年後に自殺している。実母は飲酒運転や放火などで逮捕歴のある人物であった。
女優になるため16歳で学校をやめ、モデルとして活躍。1982年、ソープ・オペラに出演するチャンスを掴み注目されるが、同時に麻薬を使用するようになってしまう。『セント・エルモス・ファイアー』の撮影中、ハイの状態のままセットに現れたために、監督のジョエル・シュマッカーによりクビにされたこともあった。その後治療を受けて回復。この頃ナスターシャ・キンスキーと出会い、彼女から肯定的な生き方を学ぶ。
1990年の映画『ゴースト/ニューヨークの幻』のヒットで有名になる。
2024年、コラリー・ファルジャ監督のボディ・ホラー映画『サブスタンス』に主演、ムーアは非合法の麻薬を使って若返りを図る老いた女優を演じた。2024年のカンヌ国際映画祭でプレミア上映されると、ムーアの演技に多くの批評家から絶賛の声が寄せられた。BBCのニコラス・バーバーは「この数十年の間で彼女が演じた中で最も素晴らしい役」と評し、「彼女自身のパブリック・イメージをパロディ化することへの恐れのなさ」に称賛を送った。この映画の好評によってムーアはゴールデングローブ賞の最優秀女優賞（ミュージカル・コメディ映画部門）、クリティクス・チョイス・ムービー・アワード 主演女優賞、全米映画俳優組合賞主演女優賞を受賞し、更にはアカデミー主演女優賞と英国アカデミー賞 主演女優賞へのノミネートを果たすなど女優として新たな復活を果たした。

## 人物

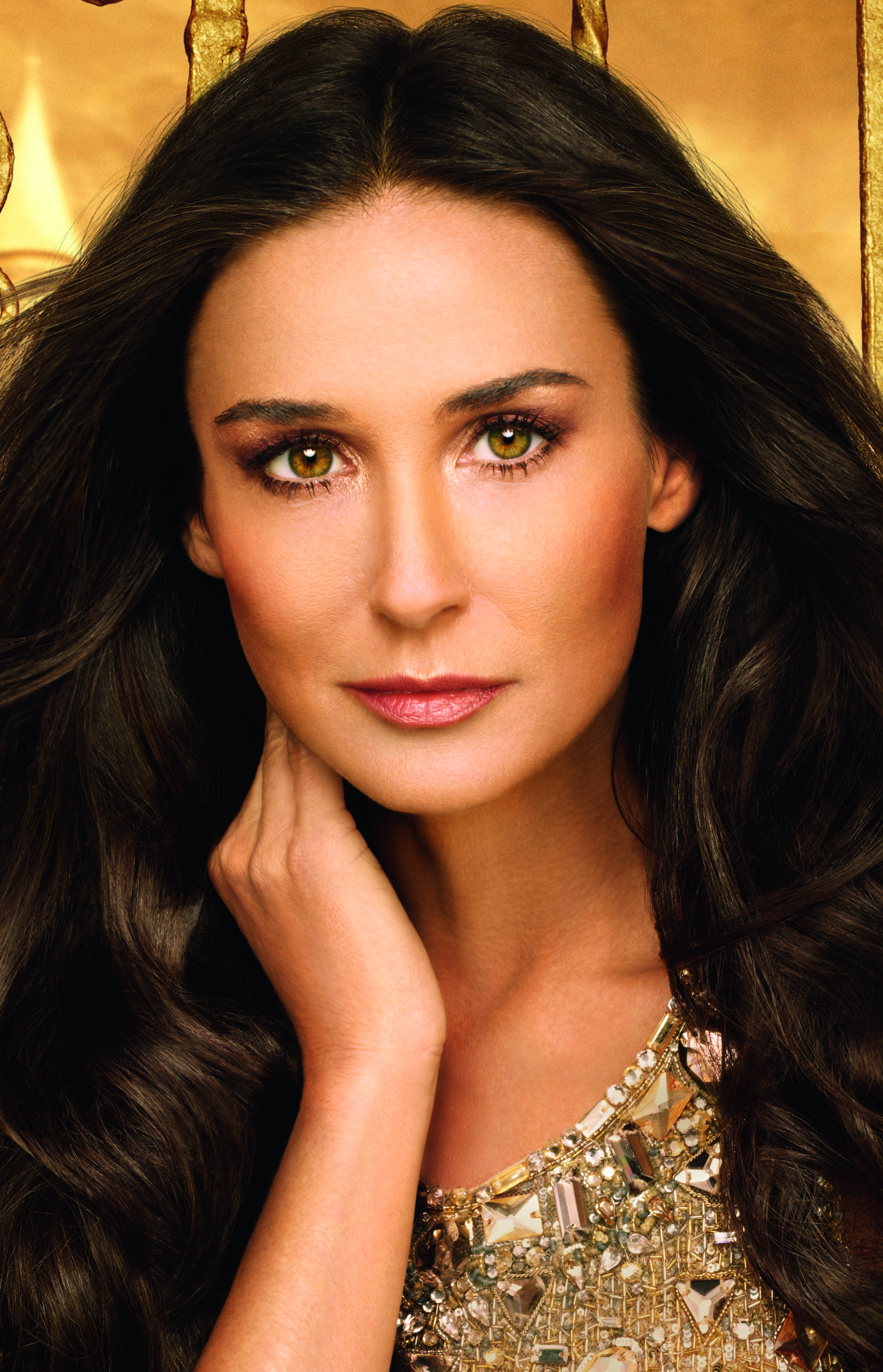
2012年のムーア

2003年の『チャーリーズ・エンジェル フルスロットル』では、役作りのために2600万円以上を美容・整形に使っている。豊胸手術は特に有名。

### 私生活
プライベートでは1980年、18歳のときに歌手と最初の結婚をするが4年後に離婚。『セント・エルモス・ファイアー』で共演したエミリオ・エステベスと婚約したが3年後に破棄。1987年、8歳年上のブルース・ウィリスと再婚し、13年間の結婚生活を経て2000年に離婚。ウィリスとの間には3人の娘をもうけ、長女のルーマーは同じく俳優となった。2005年には、16歳年下の俳優アシュトン・カッチャーと再婚した。この挙式にはウィリスも出席している。
2011年11月7日、カッチャーと破局したと報道されたが、正式に離婚を申請したのは2012年12月だった。
モデル時代に撮ったヌード写真が流出したり、妊娠中にヌードを披露したりといったことでも話題になった。
プロデューサーとしても活動しており、『オースティン・パワーズ』シリーズのプロデューサーの一人でもある。
バービー人形のコレクターである。

## 出演作品

### 映画

#### 劇場公開映画
| 年   | 題名                                                                             | 役名                                | 備考                                                                     | 吹替                                            |
| ---- | -------------------------------------------------------------------------------- | ----------------------------------- | ------------------------------------------------------------------------ | ----------------------------------------------- |
| 1981 | 恋人たちの選択 Choices                                                           | コリー                              |                                                                          | (吹替版なし)                                    |
| 1981 | 悪魔の寄生虫パラサイト Parasite                                                  | パトリシア                          |                                                                          | (吹替版なし)                                    |
| 1982 | 病院狂時代 Young Doctors in Love                                                 | インターン                          | ノンクレジット                                                           | (吹替版なし)                                    |
| 1984 | アバンチュール・イン・リオ Blame It on Rio                                       | ニッキー                            |                                                                          | (吹替版なし)                                    |
| 1984 | 恋人ゲーム No Small Affair                                                       | ローラ・ヴィクター                  |                                                                          | (吹替版なし)                                    |
| 1985 | セント・エルモス・ファイアー St. Elmo's Fire                                     | ジュールズ                          | 鈴木麻里子（テレビ東京版） ファイルーズあい（ザ・シネマ版）              |                                                 |
| 1986 | きのうの夜は… About Last Night...                                                | デビー                              | (吹替版なし)                                                             |                                                 |
| 1986 | ワン・クレイジー・サマー One Crazy Summer                                        | カサンドラ                          | (吹替版なし)                                                             |                                                 |
| 1987 | ウィズダム/夢のかけら Wisdom                                                     | カレン・シモンズ                    | (吹替版なし)                                                             |                                                 |
| 1988 | 第七の予言 The Seventh Sign                                                      | アビー・クイン                      | 佐古真弓（Netflix版）                                                    |                                                 |
| 1989 | 俺たちは天使じゃない We're No Angels                                             | モリー                              | 高島雅羅                                                                 |                                                 |
| 1990 | ゴースト/ニューヨークの幻 Ghost                                                  | モリー・ジャンセン                  | 高島雅羅（ソフト版） 金野恵子（フジテレビ版） 松井菜桜子（テレビ朝日版） |                                                 |
| 1991 | 絶叫屋敷へいらっしゃい Nothing But Trouble                                       | ダイアン                            | 土井美加                                                                 |                                                 |
| 1991 | 愛を殺さないで Mortal Thoughts                                                   | シンシア                            | 高島雅羅                                                                 |                                                 |
| 1991 | 夢の降る街 The Butcher's Wife                                                    | マリーナ                            | 高島雅羅                                                                 |                                                 |
| 1992 | ア・フュー・グッドメン A Few Good Men                                            | ジョアン・ギャロウェイ少佐          | 高島雅羅                                                                 |                                                 |
| 1993 | 幸福の条件 Indecent Proposal                                                     | ディアナ・マーフィー                | 勝生真沙子（ソフト版） 田中敦子（日本テレビ版）                          |                                                 |
| 1994 | ディスクロージャー Disclosure                                                    | メレディス・ジョンソン              | 幸田直子（ソフト版） 塩田朋子（テレビ朝日版）                            |                                                 |
| 1995 | スカーレット・レター The Scarlet Letter                                          | ヘスター                            | 高島雅羅                                                                 |                                                 |
| 1995 | Dearフレンズ Now and Then                                                        | サマンサ・アルバートソン            | (吹替版なし)                                                             |                                                 |
| 1996 | 陪審員 The Juror                                                                 | アニー                              | 塩田朋子（ソフト版） 渡辺美佐（日本テレビ版）                            |                                                 |
| 1996 | ノートルダムの鐘 The Hunchback of Notre Dame                                     | エスメラルダ                        | 声の出演                                                                 | 保坂知寿                                        |
| 1996 | 素顔のままで Striptease                                                          | エリン・グラント                    |                                                                          | 高島雅羅（ソフト版）                            |
| 1997 | G.I.ジェーン G.I.Jane                                                            | ジョーダン・オニール                | 深見梨加（ソフト版） 一城みゆ希（フジテレビ版）                          |                                                 |
| 1997 | 地球は女で回ってる Deconstructing Harry                                          | ヘレン                              | (吹替版なし)                                                             |                                                 |
| 2000 | 薔薇の眠り Passion of Mind                                                       | マーサ・マリー / マーティ・タリッジ | 日野由利加                                                               |                                                 |
| 2002 | ノートルダムの鐘II The Hunchback of Notre Dame II                                | エスメラルダ                        | 声の出演                                                                 | 高乃麗                                          |
| 2003 | チャーリーズ・エンジェル フルスロットル Charlie's Angels: Full Throttle          | マディソン・リー                    |                                                                          | 藤生聖子（劇場公開版） 高島雅羅（テレビ朝日版） |
| 2006 | ゴースト・ライト Half Light                                                      | レイチェル                          | (吹替版なし)                                                             |                                                 |
| 2006 | ボビー Bobby                                                                     | ヴァージニア・ファロン              | 勝生真沙子                                                               |                                                 |
| 2007 | アニー・リーボヴィッツ レンズの向こうの人生 Annie Leibovitz: Life Through a Lens | 本人                                | ドキュメンタリー                                                         | (吹替版なし)                                    |
| 2007 | ダイヤモンド・ラッシュ Flawless                                                  | ローラ                              |                                                                          | (吹替版なし)                                    |
| 2007 | Mr.ブルックス 完璧なる殺人鬼 Mr. Brooks                                          | トレーシー・アトウッド              | 深見梨加                                                                 |                                                 |
| 2009 | 幸せがおカネで買えるワケ The Joneses                                             | ケイト                              | 高島雅羅                                                                 |                                                 |
| 2009 | 最強のきずな Happy Tears                                                         | ローラ                              | (吹替版なし)                                                             |                                                 |
| 2010 | BUNRAKU Bunraku                                                                  | アレクサンドラ                      | 水野ゆふ                                                                 |                                                 |
| 2011 | アナザー・ハッピー・デイ ふぞろいな家族たち Another Happy Day                    | パティ                              | (吹替版なし)                                                             |                                                 |
| 2011 | マージン・コール Margin Call                                                     | サラ・ロバートソン                  | 白土麻子                                                                 |                                                 |
| 2013 | 少女が大人に変わる夏 Very Good Girls                                             | ケイト                              | (吹替版なし)                                                             |                                                 |
| 2015 | ワイルドガン Forsaken                                                            | メアリー・アリス・ワトソン          | (吹替版なし)                                                             |                                                 |
| 2016 | 素敵な遺産相続 Wild Oats                                                         | クリスタ                            | (吹替版なし)                                                             |                                                 |
| 2016 | ブラインド 朗読する女 Blind                                                      | スザンヌ・ダッチマン                | (吹替版なし)                                                             |                                                 |
| 2017 | ラフ・ナイト 史上最悪!?の独身さよならパーティー Rough Night                      | リア                                | きそひろこ                                                               |                                                 |
| 2019 | コーポレート・アニマルズ 社畜たちの研修旅行 CORPORATE ANIMALS                    | ルーシー                            | 深見梨加                                                                 |                                                 |
| 2020 | ソングバード Songbird                                                            | パイパー・グリフィン                | (吹替版なし)                                                             |                                                 |
| 2022 | マッシブ・タレント The Unbearable Weight of Massive Talent                       | オリヴィア役の女優                  | (吹替版なし)                                                             |                                                 |
| 2024 | サブスタンス The Substance                                                       | エリザベス・スパークル              | (吹替版なし)                                                             |                                                 |
| TBA  | Strange Arrivals                                                                 | TBA                                 | TBA                                                                      |                                                 |

#### テレビ映画
| 年   | 題名                                                      | 役名   | 備考         | 吹替     |
| ---- | --------------------------------------------------------- | ------ | ------------ | -------- |
| 1996 | スリーウイメン/この壁が話せたら If These Walls Could Talk | クレア | 兼製作総指揮 | 高島雅羅 |

### テレビシリーズ

#### テレビドラマ
| 年        | 題名                     | 役名         | 備考             |
| --------- | ------------------------ | ------------ | ---------------- |
| 2017-2018 | Empire 成功の代償 Empire | クラウディア | シーズン3〜4出演 |

#### WEB配信ドラマ
| 年   | 題名                                                       | 役名   | 配信局  | 吹替     |
| ---- | ---------------------------------------------------------- | ------ | ------- | -------- |
| 2020 | BRAVE NEW WORLD/ブレイブ・ニュー・ワールド Brave New World | リンダ | Peacock | 高島雅羅 |

## 受賞歴
| 賞                     | 年度   | 部門                                    | 作品名                                      | 結果       | 備考                       |
| ---------------------- | ------ | --------------------------------------- | ------------------------------------------- | ---------- | -------------------------- |
| ゴールデングローブ賞   | 1990年 | 主演女優賞 (ミュージカル・コメディ部門) | 『ゴースト/ニューヨークの幻』               | ノミネート |                            |
| ゴールデングローブ賞   | 2025年 | 主演女優賞 (ミュージカル・コメディ部門) | 『サブスタンス』                            | 受賞       |                            |
| ゴールデンラズベリー賞 | 1991年 | 主演女優賞                              | 『夢の降る街』、『絶叫屋敷へいらっしゃい』  | ノミネート |                            |
| ゴールデンラズベリー賞 | 1993年 | 主演女優賞                              | 『幸福の条件』                              | ノミネート |                            |
| ゴールデンラズベリー賞 | 1995年 | 主演女優賞                              | 『スカーレット・レター』                    | ノミネート |                            |
| ゴールデンラズベリー賞 | 1996年 | 主演女優賞                              | 『陪審員』、『素顔のままで』                | 受賞       |                            |
| ゴールデンラズベリー賞 | 1996年 | スクリーンカップル賞                    | 『素顔のままで』                            | 受賞       | バート・レイノルズと共同   |
| ゴールデンラズベリー賞 | 1997年 | 主演女優賞                              | 『G.I.ジェーン』                            | 受賞       |                            |
| ゴールデンラズベリー賞 | 2000年 | 主演女優賞                              | 『薔薇の眠り』                              | ノミネート |                            |
| ゴールデンラズベリー賞 | 2003年 | 助演女優賞                              | 『チャーリーズ・エンジェル フルスロットル』 | 受賞       |                            |
| MTVムービー・アワード  | 1993年 | 女優賞                                  | 『ア・フュー・グッドメン』                  | ノミネート |                            |
| MTVムービー・アワード  | 1994年 | 女優賞                                  | 『幸福の条件』                              | ノミネート |                            |
| MTVムービー・アワード  | 1994年 | キス賞                                  | 『幸福の条件』                              | 受賞       | ウディ・ハレルソンと共同   |
| MTVムービー・アワード  | 1994年 | 魅惑的な女優賞                          | 『幸福の条件』                              | ノミネート |                            |
| MTVムービー・アワード  | 1995年 | MTVムービー・アワード                   | 『ディスクロージャー』                      | ノミネート |                            |
| MTVムービー・アワード  | 1995年 | 魅惑的な女優賞                          | 『ディスクロージャー』                      | ノミネート |                            |
| MTVムービー・アワード  | 1996年 | 魅惑的な女優賞                          | 『スカーレット・レター』                    | ノミネート |                            |
| MTVムービー・アワード  | 1998年 | 格闘シーン賞                            | 『G.I.ジェーン』                            | ノミネート | ヴィゴ・モーテンセンと共同 |
| MTVムービー・アワード  | 2004年 |                                         | 『チャーリーズ・エンジェル フルスロットル』 | ノミネート |                            |

## 関連文献
- Delight.com's birthday spotlight on Demi Demi's style and fashion influences at Delight.com
- Roles that Demi Moore turned down
- Demi Goddess (profile from Daily Variety by Michael Dare